# Homo rudolfensis
A Homo rudolfensis (vagy Australopithecus rudolfensis) egy kihalt Homo nembe tartozó faj. Az első leletet Bernard Ngeneo fedezte fel 1972-ben a Turkana-tó keleti oldalán. Jelenleg nem egyértelmű hogy külön fajba tartozik-e, és ha igen akkor a Homo vagy az Australopithecus nembe sorolandó. Agytérfogata 752 cm³- 700 cm³ volt. Egy 1991-ben felfedezett alsó állkapocs (UR 501) kora 2,5 millió évesre lett becsülve így a Homo rudolfensis a Homo nem legkorábban megjelent tagja lehet. Fogai vizsgálata alapján túlnyomórészt növényevő volt.
| Tulajdonság        | Homo rudolfensis     | Homo habilis              |
| ------------------ | -------------------- | ------------------------- |
| Agytérfogat        | kb. 750 cm³          | kb. 610 cm³               |
| Szemöldökív        | nincs                | enyhén kifejezett         |
| felső kisőrlőfogak | 3                    | 2                         |
| alsó kisőrlőfogak  | széles koronák       | keskeny koronák           |
| Bölcsességfog      | redukálódott         | nem redukálódott          |
| Végtagok           | Apomorf (?)          | Emberszabásúakra hasonlít |
| Comb               | Emberre hasonlít (?) | Mint az Australopithecusé |
| Láb                | Emberre hasonlít (?) | Mint az Australopithecusé |